# Oliver Marach
Oliver Marach (Graz, 1980. július 16. –) osztrák hivatásos teniszező. Eddigi karrierje során 3 ATP-tornát nyert meg.

## ATP-döntői

### Páros

#### Győzelmei (7)
| Összesítés                                            | Összesítés |
| ----------------------------------------------------- | ---------- |
| Grand Slam-torna                                      | (0)        |
| ATP World Tour Masters 1000 / ATP Masters Series      | (0)        |
| ATP World Tour 500 Series / International Series Gold | (2)        |
| ATP World Tour 250 Series / International Series      | (5)        |
| ATP World Tour Finals / Tennis Masters Cup            | (0)        |

|   | Dátum                | Torna                             | Borítás         | Partner         | Ellenfelek a döntőben               | Eredmény a döntőben |
| 1 | 2007. szeptember 17. | BCR Open Romania, Bukarest        | Salak           | Michal Mertiňák | Martín García / Sebastián Prieto    | 7-6(2), 7-6(8)      |
| 2 | 2008. március 8.     | Abierto Mexicano Telcel, Acapulco | Salak           | Michal Mertiňák | Luis Horna / Agustín Calleri        | 6-2, 6-7(3), 10-7   |
| 3 | 2009. április 12.    | Grand Prix Hassan II, Casablanca  | Salak           | Łukasz Kubot    | Simon Aspelin / Paul Hanley         | 7-6(4), 3-6, 10-6   |
| 4 | 2009. május 4.       | Belgrád, Szerbia                  | Salak           | Łukasz Kubot    | Johan Brunström / Jean-Julien Rojer | 6–2, 7–63           |
| 5 | 2009. november 1.    | Bécs, Ausztria                    | Kemény (fedett) | Łukasz Kubot    | Julian Knowle / Jürgen Melzer       | 2–6, 6–4, [11–9]    |
| 6 | 2010. február 6.     | Movistar Open, Viña del Marban    | Salak           | Łukasz Kubot    | Potito Starace / Horacio Zeballos   | 6–4, 6–0            |
| 7 | 2010. február 27.    | Abierto Mexicano Telcel, Acapulco | Salak           | Łukasz Kubot    | Potito Starace / Fabio Fognini      | 6-0, 6-0            |

#### Elvesztett döntői (6)
|   | Dátum             | Torna                                           | Borítás | Partner         | Ellenfelek a döntőben                 | Eredmény a döntőben |
| 1 | 2006. május 29.   | The Hypo Group Tennis International, Pörtschach | Salak   | Cyril Suk       | Paul Hanley / Jim Thomas              | 3-6, 6-4, 5-10      |
| 2 | 2006. július 16.  | Catella Swedish Open, Båstad                    | Salak   | Christopher Kas | Jonas Björkman / Thomas Johansson     | 3-6, 6-4, 4-10      |
| 3 | 2006. július 31.  | Austrian Open, Kitzbühel                        | Salak   | Cyril Suk       | Philipp Kohlschreiber / Stefan Koubek | 2-6, 3-6            |
| 4 | 2007. április 29. | Grand Prix Hassan II, Casablanca                | Salak   | Łukasz Kubot    | Jordan Kerr / David Škoch             | 6-7(4), 6-1, 4-10   |
| 5 | 2009. március 2.  | Abierto Mexicano Telcel, Acapulco               | Salak   | Łukasz Kubot    | František Čermák / Michal Mertiňák    | 6-4, 4-6, 7-10      |
| 6 | 2010. február 11. | Brasil Open, Costa do Sauípe                    | Salak   | Łukasz Kubot    | Marcel Granollers / Pablo Cuevas      | 5–7, 4–6            |

|}

## Külső hivatkozások
- Oliver Marach profilja az ATP oldalán (angolul)